# Японцы в России

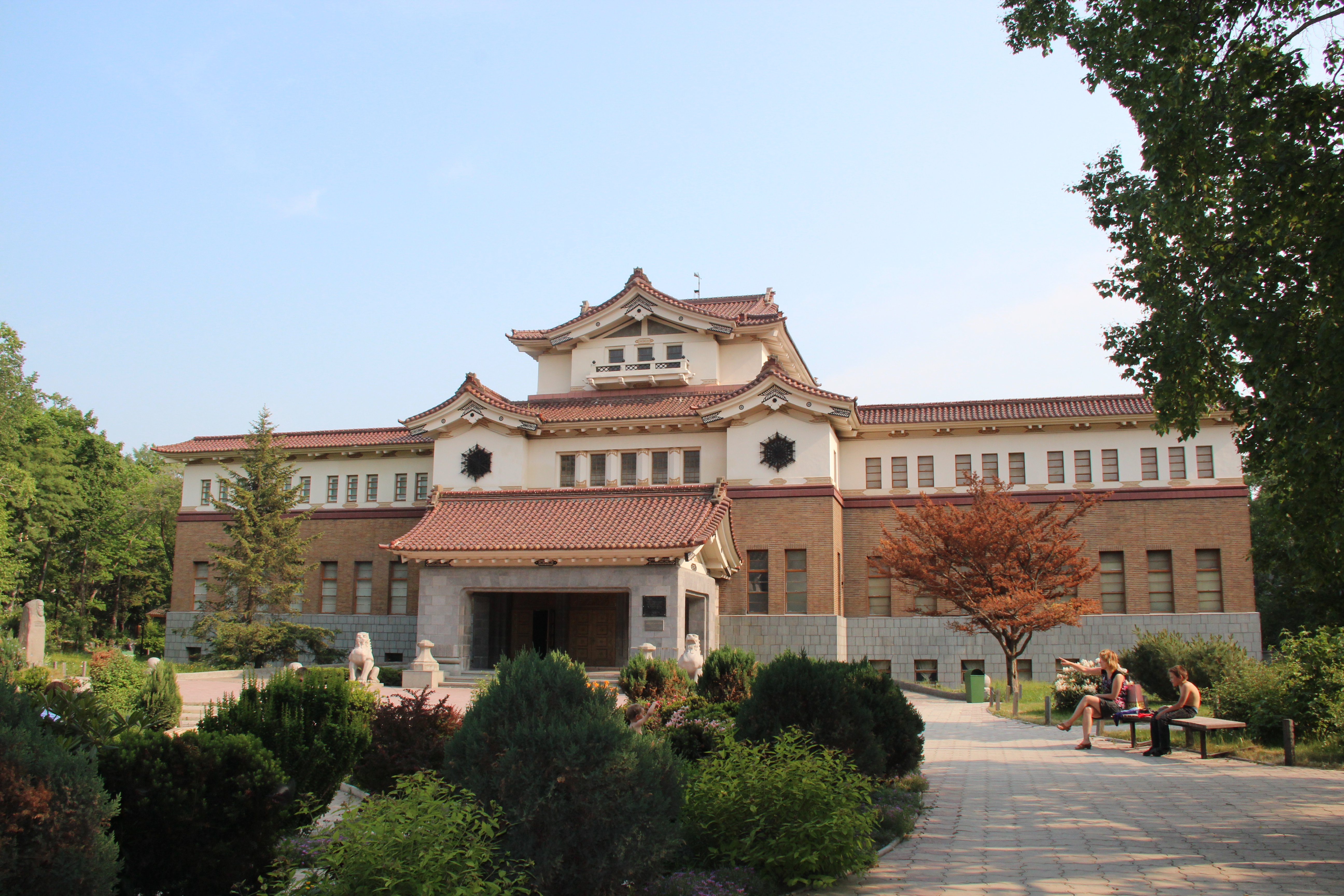
Краеведческий музей Сахалина как одно из наследий японской архитектуры

Японцы в России — этническая группа в населении Российской Федерации, ныне составляющая малую долю никкэйдзин (японцев, живущих за пределами Японии), однако насчитывающая заметное количество известных политических деятелей. На пике иммиграции в начале XX века японская община достигала нескольких тысяч человек, а её центром был Японский квартал Владивостока (Светланская улица, затем перемещён на Пекинскую). В 1904 году японские резиденты составляли почти 10 % населения Владивостока, но после выселения в ходе русской-японской войны их доля упала до 2 % (1 965 человек) к 1914 году. Практика привлечения японских сезонных рабочих была полностью прекращена СССР в 1933 году. В 1945—1946 годах в результате поражения Японии в войне на территории России оказалось почти 360 тыс. японских граждан Сахалина и Курил, позднее депортированных в Японию. На Сахалине и Курилах японцы оставили после себя значительное архитектурное наследие.

## Ранние поселенцы
Первым японцем, побывавшем в России, считается крещёный в католичество японец с христианским именем Николай, который прибыл на Русь в 1600 году вместе с монахом-августинцем Николаем Мело. О нём известно крайне мало, согласно ряду источников он вместе с отцом Мело был арестован и сослан в Соловецкий монастырь за совершение католических таинств, а в 1611 году казнён.
Первым японцем, поселившимся в России на постоянной основе, считается Дэмбэй, рыбак, оказавшийся на Камчатке в 1701 или 1702 году. Не имея возможности возвратиться в родную Осаку из-за политики внешней изоляции сакоку правительства Сёгуната Токугавы, он был привезен в Москву по приказу Петра Первого для преподавания японского языка. Таким образом он стал отцом изучения японского языка в России.
Следующая крупная партия японцев оказалась в России в 1783 году, когда у берегов острова Амчитка разбилось торговое судно «Синсё-мару». Его команда во главе с Дайкокуя Кодаю из Осаки оказалась в плену у местных жителей, но в 1788 году была освобождена русскими промышленниками и отправлена на санях — через Охотск, Якутск и Иркутск — в Санкт-Петербург, где в 1790 году Кодаю удостоила приёма Екатерина II. Специально для возвращения Кодаю и его четырёх выживших земляков, а также установления торговых сношений с Японией, в следующем 1792 году туда отправлена была морская экспедиция поручика Адама Лаксмана, так и не сумевшая завязать дипломатические отношения, но добившаяся для русских права торговли через Нагасаки и вернувшая японцев на родину.
Таким же «вынужденным жителем» России оказался в середине следующего XIX века и первый университетский преподаватель японского языка в России, Владимир Яматов (Масуда Кумэдзаэмон).
Японские иммигранты прибывали в Россию нерегулярно, они были изолированными на Дальнем Востоке России, и их действия в основном принимали неофициальный характер. Большинство из них были рыбаками, которые, как Дэмбэй, оказались там случайно и не имели возможности вернуться в Японию.
Однако существуют свидетельства существования японской торговой базы на острове Сахалин (династия Цин также заявляла свои права на остров, однако ни Япония, ни Китай, ни Россия его не контролировали) ещё в 1790 году.

## Открытие Японии

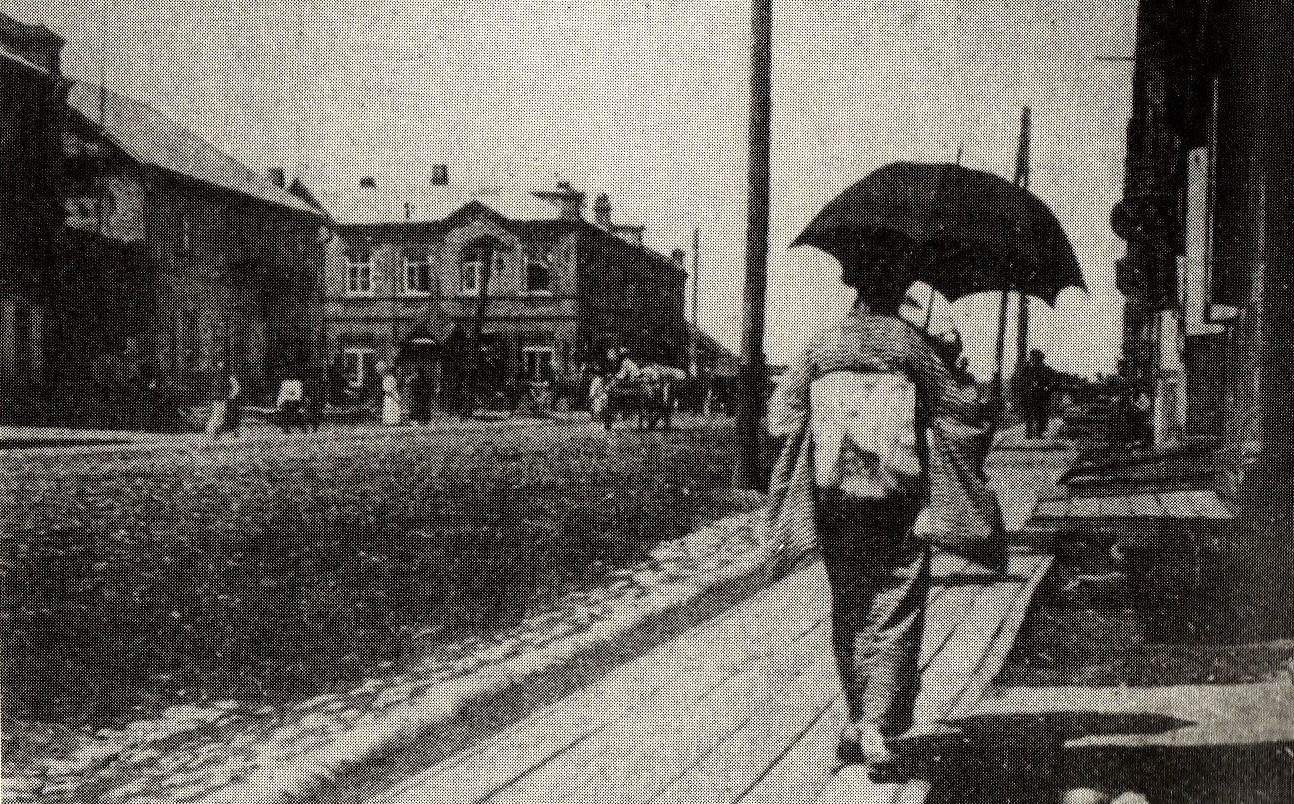
Женщина в кимоно — г. Владивосток. Японский квартал Нихондзин Мати, ул. Светланская, 1910 год.

После отмены политики сакоку Владивосток стал центром иммиграции японцев в Россию. Отделение «Японского Имперского коммерческого агентства» (яп. 日本貿易事務官 Нихон бо:эки дзимукан) было открыто в городе в 1876 году.

## Японская иммиграция в Россию
В 1871 году подводная телеграфная линия связала Владивосток и Нагасаки, дав толчок к росту японской диаспоры в Приморье. Японское население выросло до 80 человек в 1877 году и до 392 человек в 1890 году; пропорция японских женщин к мужчинам была 3 к 2; многие женщины занимались проституцией.
Однако японская община была несравненно мала по отношению к количеству китайских и корейских иммигрантов. Большое количество поселенцев прибыло из деревень северной части провинции Кюсю. Перепись российского правительства за 1897 год зарегистрировала 42 823 китайца, 26 100 корейцев и лишь 2 291 японца во всём Приморском крае. Однако их количество быстро росло. К тому же российские власти не могли учесть всех азиатских иммигрантов, значительная часть которых прибывала в трюмах кораблей нелегально. О недоучете японской морской иммиграции по сравнению с сухопутными китайской и корейской свидетельствуют следующие данные. К примеру, известно что при строительстве Уссурийской железной дороги из Владивостока в Хабаровск в 1895 году русских ссыльных работало столько же, сколько и японцев, а российских солдат здесь было в два раза меньше, чем китайцев и корейцев. В отличие от корейцев, японцы, как и китайцы, были несклонны к принятию российского гражданства и не стремились к формированию на российской территории полноценных семейных домохозяйств. По своим характеристикам они скорее напоминали гастарбайтеров и были причиной сильного оттока капитала, наблюдавшегося из региона в этот период. Но всё же бурный рост экономики Японии в начале XX века сказался и на японской диаспоре: к примеру, в 1902—1903 годах граждане Японии составляли лишь 3,2 % населения Владивостока, однако на них было зарегистрировано свыше 33 % всех частных фирм и компаний. В основном это были прачечные и разного рода мастерские. Накануне войны доля японцев в населении Владивостока достигла 10 %.

### Японский квартал Владивостока
По данным текущего учёта российской полиции Владивостока в 1914 году из всех горожан было учтено 68 279 славян (69 % от общего населения), 24 770 китайцев (25 %), 3 339 корейцев (3 %) и лишь 1 965 японцев (2 %). Однако учитывая нежелание местных японцев афишировать состояние своей общины после войны, более-менее полно, по данным самой же полиции, удалось учесть только самых высокопоставленных граждан Японии. На ул. Фонтанной действовала японская начальная школа. В 1917 году для японской диаспоры начала выходить японская газета «Урадзио ниппо». В 1920 году в газете появилась и вкладка на русском. В начале XX века во Владивостоке оформился Японский квартал Нихондзин Мати. По сравнению с густонаселёнными и крайне антисанитарными китайской «Миллионкой» и корейской «Корейской» японский квартал был чище и благоустроеннее. Первоначально он располагался прямо на центральной Светланской улице. Однако его добропорядочную репутацию портили многочисленные японские публичные дома. Хотя они действовали легально и считались лучше китайских, российские чиновники вcе же решили сместить японцев на окраину города, на улицу Пекинскую, где уже располагалось японское консульство.

## Российско-японские отношения
Российско-японские отношения имели большое влияние на японскую общину, истоки и распределение их поселений в России. «Ассоциация корпораций» (яп. 同盟会 До:мэйкай) была основана в 1892 году для объединения японских профсоюзов; к этому времени японское население города оценивается в 1000 человек. В 1895 году эта организация была переименована в «Ассоциацию земляков» (яп. 同胞会 До:хо:кай), и ещё раз в 1902 году в «Ассоциацию жителей Владивостока» (яп. ウラジオ居留民会 Урадзио Кёрю:минкай). Эта организация часто попадала под подозрение российского правительства, как осуществлявшая прикрытие для шпионской деятельности в пользу Японии, и помогшая ей одержать победу в русско-японской войне.
Эта японская организация под российским давлением официально самораспустилась в 1912 году, однако японские документы показывают, что она продолжала подпольные операции вплоть до 1920 года, когда большинство японцев вернулись из Владивостока обратно в Японию.
В Первой мировой войне японские добровольцы воевали в русской армии.

## Советский период
Начальный ввод японских сил во Владивосток, после октябрьской революции, был спровоцирован убийством проживающих там трёх японцев 4 апреля 1918 года.
После организации Советского Союза некоторые японские коммунисты осели в России, например, Муцуо Хакамада, брат председателя коммунистической партии Японии Сатоми Хакамада, скрылся из Японии в 1938 году, прибыл в Россию и женился на местной женщине. Его дочь, Ирина, также занимается политикой. В советский период продолжилась трудовая миграция: только за период численность японских сезонных рабочих в рыбной промышленности Дальнего Востока в 1925—1930 годах выросла с 22,6 тыс. до 38,6 тыс. человек. С 1933 года был прекращен завоз японских рабочих на рыбные промыслы дальневосточного побережья.

## После Второй мировой войны

### Сахалин
После окончания русско-японской войны в 1905 году по результатам Портсмутского мирного договора южная часть острова Сахалин отошла во владение Японии и была переименована в Карафуто. Большое количество японских граждан поселилось в северной части этой территории. После передачи части подконтрольной территории Советскому Союзу некоторые японцы остались жить в этой местности, однако большинство из них продолжало жить в японской части острова до окончания советско-японской войны, по результатам которой, весь остров Сахалин перешел к Советскому Союзу. Большинство японцев были или эвакуированы с острова, или вернулись в Японию уже после вторжения советских войск, однако некоторые, в основном военный персонал, были взяты в плен советскими силами и вывезены на континент. 2 февраля 1946 года было принято решение о национализации земли, банков, предприятий, железнодорожного и водного транспорта, а также средств связи на Южном Сахалине и Курильских островах.
Япония отказала в транзите на родину для примерно 40 000 корейских поселенцев. Эта группа населения состояла из выходцев из южной части Корейского полуострова, которые до тех пор ещё были японскими подданными, они стали известны как сахалинские корейцы и были вынуждены остаться на острове на протяжении следующих сорока лет.

### Военнопленные
После капитуляции Японии 575 000 японцев были взяты в плен красной армией в Маньчжурии, Южном Сахалине и Корее и высланы в лагеря. По данным министерства здравоохранения, труда и благосостояния Японии, 473 000 из них были возвращены в Японию после стабилизации советско-японских отношений; 55 000 погибли в советских лагерях; 47 000 пропали без вести. Российский документ, опубликованный в 2005 году, имеет список имён 27 000 японцев, высланных в Северную Корею для принудительного труда.

Воинское звание не гарантировало репатриацию на родину — ВВС США опубликовала результаты допроса одного армянина в 1953 году, который заявил, что он встретил японского генерала во время его проживания в лагере около Чунояра, в Красноярском крае, с мая 1951 по июнь 1953 года.
Репатриация продолжалась вплоть до 1956 года.

## После стабилизации отношений
После стабилизации советско-японских отношений, некоторое количество японцев проживало в России с коммерческими, образовательными или дипломатическими целями.
В Москве находится японская школа, основанная в 1965 году.
Всероссийская перепись населения 2002 года зарегистрировала 835 человек, принадлежащих к японской этнической группе.
Согласно статистическому докладу «Японские диаспоры за рубежом» (Япония, 2016), на территории России находится 2134 японцев.

## Известные представители
- Дэмбэй — один из первых японцев в России, первый японец, о котором известно, что он владел русским языком, и первый преподаватель японского языка в России.
- Катаяма Сэн (1859—1933). Деятель Коминтерна, один из организаторов японской социал-демократической партии и японской коммунистической партии. С 1918 года жил в Советской России. Похоронен в некрополе у Кремлёвской стены.
- Сергей Сирович Кавагоэ (1953—2008) — советский и российский музыкант, сооснователь московских рок-групп «Машина времени», «Воскресение» и «Наутилус». Играл в них на клавишных и ударных. Сын японского военнопленного, который после окончания войны остался жить в СССР.
- Юко Кавагути (р. 1981) — российская фигуристка, выступавшая в парном катании. С 2002 года проживала в России, в 2008 подала прошение о принятии российского гражданства, которое в том же году было удовлетворено. С партнёром Александром Смирновым — чемпионы Европы 2010 и 2015 годов, серебряные (2009, 2011) и бронзовые призёры (2008) чемпионатов Европы, бронзовые призёры чемпионатов мира (2009, 2010), серебряные призёры командного чемпионата мира 2015 года, трёхкратные чемпионы России (2008—2010).
- Сокити (Виктор) Нисияма (1945—2005) — российский предприниматель и муниципальный политик. В 2004 году избран мэром Томаринского района Сахалинской области, став первым этническим японцем, когда-либо занимавшим подобную должность в России[27].
- Иппэй Синодзука (р. 1995) — профессиональный футболист. Родился в Японии в семье отца-японца и русской матери, но в подростковом возрасте переехал в Москву. Вызывался в юношескую сборную России по футболу.
- Кэри-Хироюки Тагава (р. 1950) — американский актёр японского происхождения. В 2016 году получил Гражданство России[28].
- Ирина Муцуовна Хакамада (р. 1955) — российский экономист, политический и государственный деятель, журналистка, и публицист. Кандидат экономических наук, писательница, теле- и радиоведущая. Депутат Государственной думы трёх созывов (1993—2003), сопредседатель политической партии Союз правых сил (1999—2003), кандидат в Президенты Российской Федерации (2004), член «Совета при президенте России по вопросам развития гражданского общества и прав человека» (2012—2018).
- Владимир Иосифович Яматов (1820—1885) — первый преподаватель японского языка в Санкт-Петербургском университете.
- Ёсико Окада (1902—1992) — японская актриса. С 1950-х годов — советский кинорежиссёр и актриса, театральный деятель, диктор.
- Синтаро Такигути (1913—1975) — японский актёр немого кино, впоследствии советский радиоведущий.